# THE IDOLM@STER RADIO
『THE IDOLM@STER RADIO』（アイドルマスターレディオ）は、ラジオ大阪V-STATION枠のラジオ番組。番組の愛称は「アイマスレディオ」（公式日本語表記は「アイドルマスターレイディオ」となっている）。全173回。後番組として『THE IDOLM@STER STATION!!!』が放送されていた（2018年10月まで、途中中断あり）。
2006年（平成18年）4月9日から2007年（平成19年）4月1日の間、毎週日曜日23:30 - 24:00に放送。2007年4月8日から2009年（平成21年）4月5日の間は、毎週日曜日21:30 - 22:00に放送枠を移動。2009年（平成21年）4月12日からは22:00 - 22:30に枠を移動し放送されていた。また、第40回以降はインターネット配信も行われていた。

## 概要
アーケードゲーム『THE IDOLM@STER』からの派生企画で、同作出演声優のたかはし智秋（三浦あずさ 役）と今井麻美（如月千早 役）がパーソナリティをつとめる。

### 番組の特徴
- オープニングのタイトルコールは『アイドルマスタープレゼンツ、千早・あずさのアイマスレディオ』。
- 番組内において、たかはし智秋は「チアキング（ゲーマガblogではちあkingと表記）」、今井麻美は「ミンゴス」の愛称で呼ばれる。ただし、2人が互いを愛称で呼ぶことはほとんどなく、たかはしは今井を「麻美」または「麻美さん」、今井はたかはしを「智秋」[1]と呼ぶことが多い。
- 番組初めの挨拶は主にたかはしが「ジューシーポーリーYEY!」、終わりの挨拶は「ジューシーポーリーBYE!」と言う。「ジューシー」はみずみずしいこと、「ポーリー」は「パーティー」のことで、共にたかはしがよく使う言葉。
- リスナーをプロデューサー、ペンネームをプロデューサーネームと呼ぶ。これはゲームにおけるプレイヤーの役割に準じている。
- THE IDOLM@STERの出演声優・関連スタッフがよくゲストに来るが、特に関係ないゲストが来ることもある。
- スポンサーはコロムビアミュージックエンタテインメント、ゲーマガ、バンダイナムコゲームス、ブシロード。そのため、コロムビアの曲がよくかかる。これは同じコロンビアが提供していた円盤皇女ワるきゅーレ モッチー・ちなちなのラジオワるQでもコロンビアの関連アニソンをよくオンエアしていたこともあってのことである。また、出演者自演のゲーマガのラジオCMも放送された（第91回）。
- ニコニコアニメチャンネルでのインターネット配信では、OP・EDの提供クレジットナレーションが、スポンサーからのお知らせコーナーではバンダイナムコゲームス関連の商品紹介、それに付随するEDトークがそれぞれカットされている。また、第111回配信時に試験的に画像を公開した。その後、不定期に番組中随時、第119回からED後に「今週のおまけ」と題して、画像を数枚公開している。
- 俗に「宴会放送」と言われるものが番組の目玉の一つになっており、年末年始やパーソナリティの誕生会などでは、10数名ほどの近しい関係者を招いたパーティー（宴会）を貸切ホールなどで開き、その中で番組を進行していく。

### インターネット配信
第40回放送分以降はインターネット配信も行われているが、2009年（平成21年）5月時点で4回、配信元が変更されている。その変遷は以下の通り。
第40回 - 第84回
配信サイト：音泉
配信期間：2007年（平成19年）1月17日 - 2007年11月14日（本放送より3日遅れ）
第85回 - 第104回
配信サイト：アニメイトTV
配信期間：2007年11月22日 - 2008年（平成20年）4月4日（本放送より4日遅れ）
第105回 - 第162回
配信サイト：ニコニコアニメチャンネル ニコラジオ
配信期間：2008年4月9日 - 2009年5月13日（本放送より3日遅れ/最新回から4回分が視聴可能）
2008年4月2日（同サイト開設日）に、本放送のダイジェスト的位置付けのニコラジオ用準備号が配信された。
第163回 - 第173回
配信サイト：ニコニコアイマスch“たるき亭” （ニコニコチャンネル＆コミュニティ）
配信期間：2009年5月20日 - 2009年7月29日（本放送より3日遅れ/最新回から4回分が視聴可能）

## コーナー
- ふつおた - 普通のお便りを募集。第105回からは『アイレディ・コミュニケーション』というタイトルとなった。
- 歌姫楽園 - リスナーから如月千早（今井）と三浦あずさ（たかはし）に歌って欲しい曲をプロデュースしてもらい、2人がそれに応えて歌うコーナー。「歌姫楽園」という名前はゲーム内のオーディション名から取っている。通常のリクエスト以外にも毎月ごとのテーマがあり、そのテーマに沿って歌うこともある。ゲストがいる場合は、そのゲストも参加してドラマ仕立てで歌うことが多い。この番組の目玉コーナーであり、2人の歌声に魅了されたファンも数多い。なお、通常は如月千早、三浦あずさとして歌っているが、たまに今井麻美、たかはし智秋として歌うこともある。
  - 歌姫楽園バトル - 第28回以降、タイトルを変え、リスナーが送ってきたリクエスト曲を3曲選び、その中からランダムに歌う曲を選ぶという内容に生まれ変わったが、Xbox 360版IDOLM@STER発売関連の特設コーナーがあったためにしばらく休み、再開した第45回以降、なぜか元の歌姫楽園に戻った。
  - 歌姫楽園selection - 第54回以降、各月ごとに決められたテーマに沿ってリクエストを受けるという形へ変更された。なお、テーマは2007年4月が「始まりの歌」、5月が「お祝いの歌」、6月と7月が「軽くトラウマな曲」、8月が「もしもあずさと千早が××になったら」、9月が「乗りもの特集」。第78回まで。
  - 歌姫楽園セルフプロデュース - 第80回以降、歌う人が自分達で歌う曲をプロデュースするという形へ変更された。しかし、必ずしもそうなるわけでもなく、第87回以降もリクエストに答えている。
  - 歌姫楽園HYPER - 第105回以降、リニューアルされタイトルが変更された。2008年4月から6月はアイドルマスター内の曲をパート割りなども含めて歌うという『アイレデRE-M@STER』となった。これは『MASTER LIVE』シリーズを意識したものと見られる。しかし、『セルフプロデュース』同様、普通曲へのリクエストにも答えている。
- 今週のラッキー店舗 - 占い大好きなあずさが、今週のラッキー店舗としてTHE IDOLM@STER設置店の中から1店を発表。第2回から第7回まで放送。
- お風呂で、う・ふ・ふ♪-銭湯での千早とあずさの会話を描いたミニドラマ。ファンからのお手紙を受けてキャラクター同士がトークをする。歌姫楽園にゲストが参加したときには、このコーナーはお休みになる。第28回以降はお風呂で、う・ふ・ふ♪2 となったが、基本的な内容は以前と変わらなかった。第52回で終了。
- 魅惑のチョメチョメ道場 - 第54回から第78回まで放送。ファンの方の頼まれ事、悩み事、お願いをお手伝いしたり、質問に答えて感謝され、さまざまな経験を積むことにより新たな魅力を身につけていく、一石二鳥の企画。
- CLUB CHIAKING（クラブ・チアキング） - ゲストがいる時に開かれるコーナー。チアキングママ（たかはし）がゲストにきわどい質問をぶつけ、ルナミンゴス（今井）がフォロー（あるいは傍観）する形でフリートークを展開するコーナー。最後はCLUB CHIAKINGが閉店した（という設定の）為、第55回で終了。
- 小料理屋「サムカワ」 - 第59回から放送。ゲストがいる時に開かれるコーナー。智秋ママ（たかはし）がゲストにきわどい質問をぶつけ、ミンゴス（今井）がフォロー（あるいは傍観）する形でフリートークを展開するコーナー。以前のCLUB CHIAKINGの流れを受け継ぐ。明言されていないが、第77回以降は開かれておらず、第81回からは765プロ控え室のコーナーとなったため、終了したと思われる。
- 一言ネタ大募集のコーナー - 月ごとに決められたテーマに対して一言ネタを募集するコーナー。募集されたテーマは「こんなアイドルはいやだ」「映画監督は君だ」など。たかはしのお気に入りのコーナー。第26回まで放送。第54回から一言ネタリターンズとして復活した。
- ミンゴス・チアキングのなりきりキャスティング-第28回から放送。リスナーからリクエストのあった役柄を今井・たかはしの両名がなりきるというコーナー。
- アイマスカタログショッピング-Xbox 360版THE IDOLM@STER発売後に始まった新コーナー。同ソフトへ定期的に配信される有料アイテムをピックアップして紹介する。
- MAKE DOGへようこそ！-第56回から放送。自分がこれはMAKE DOG（負け犬）だと感じた瞬間やエピソードなんかを送ってもらうコーナー。ゲーム内に登場するオーディションがコーナー名の由来。
- MASTER ARTIST 一言替え歌! - 第72回より放送。MASTER ARTISTシリーズの各キャラ新曲の歌詞の一部分を変えて「素敵」な替え歌を作る、たかはし曰く、「深夜（ラジオ）の匂いがプンプンする（第73回）」、一押しのコーナー。
- 三浦あずさの迷!?占い - 第80回より放送。あずさが占い師となり、リスナーの運勢を占う。
- 如月千早のNEWS765（セブンシックスファイブ） - 第80回より放送。千早がニュースキャスターとなり、リスナーから寄せられたニュースを読み上げる。
- アイマス川柳 featuring ゲーマガ - 第80回より放送。ゲーマガとのコラボレート企画。リスナーからアイドルマスターにまつわる川柳を募集する。このコーナーのみ、ゲーマガ編集長のウメが参加。第104回で終了。
- 765プロ控え室 - 第81回から放送。ゲストがいる時に開かれるコーナー。ゲストが控え室にいるところにパーソナリティ2人が来たというシチュエーションで、フリートークを繰り広げる。第112回のゲスト・若林直美の回で催されなかったため、終了したと見られる。
- 歌姫楽園オリジナル - 第80回より放送。新しい番組エンディングをパーソナリティ達がリスナーからの意見を元に作ろうというコーナー。これにより、VOCALMASTER収録曲『アイレデッスカ！？』が誕生した。
- ぼくのLive体験記 - 第102回から放送。2008年2月に発売された『THE IDOLM@STER LIVE FOR YOU!』にちなみ、リスナーが今までに参加したライブやイベントなどで体験した事を発表する。
- 『ゲーマガDVD企画』企画 Now wanted! - 第106回から放送。ゲーマガ2008年4月号付録DVDの「アイマスレディオゲーマガ出張版」が映像付きで収録され、大好評だった為、同年8月号付録DVDに収録予定の「ゲーマガ出張版第2弾」の企画内容をリスナーから募集するコーナー。ゲーマガ編集長の梅P(梅田浩二)はこのコーナーには月1・月末に参加する。また、コーナーの締めはたかはしが「『ゲーマガDVD企画』企画、ネタ職人大募集のコーナーでした」と言い、「若干」コーナー名と趣旨が変化する。第116回で企画が「大喜利」と発表になったことを受け、同コーナーは終了した。
- あなたならどうする? Which are You? - 第105回から放送。あるお題に対してA、Bどちらの選択肢を選ぶかをリスナーから募集するコーナー。第130回で終了。
- ゲーマガpresents『○○のつぶやき』 - 第118回から放送。ゲーマガ紙面と番組HPで紹介されている、各キャラクターの表情と軽い説明から、どんなことをつぶやくのかを妄想するコーナー。ゲーマガ編集長の梅P(梅田浩二)はこのコーナーには月1・月末に参加する。優秀作品はゲーマガに掲載される。途中から、キャラクターではなく出演者のつぶやきに変更された。
- 戦え！サン・スター・ムーン - 第133回から放送。THE IDOLM@STER SPに掛けたコーナーで、毎週出題されるお題に対して、リスナーは「サン」・「スター」・「ムーン」に分かれて作品投稿し、各1名の投稿が代表として紹介される。当初「ムーン」の代表は今井・たかはしのいずれかが担当するという企画であったが[2]、第140回以降は「ムーン」もリスナーによる投稿形式となった。
- ゲーマガpresents『君が編集長だ』 - 第149回から放送。ゲーマガの記事にしてほしいテーマを募集するコーナー。

### 歌姫楽園
歌姫楽園の放送歴を以下に示す。歌い手の項目で記載がないものは今井・たかはしのデュオ。なお、第39回は全編通して、「紅白歌合戦」として歌ったものを記載。また、第44回は歌姫楽園のコーナーがなく、「お風呂で、う・ふ・ふ♪」内で歌ったものを記載。第91回は「第01回瞬く!アイマスレコード大賞」として歌ったものを記載。記載していない回は休止扱い。オリジナル歌手名は該当がない場合は作曲家を記載。

#### 第151回 - 第172回
| 放送回  | 曲名                            | オリジナル歌手名               | 歌い手                     |
| ------- | ------------------------------- | ------------------------------ | -------------------------- |
| 第151回 | 守ってあげたい                  | 松任谷由実                     | 今井・たかはし・原由実     |
| 第152回 | 夢芝居                          | 梅沢富美男                     | 下田麻美                   |
| 第153回 | 音のない世界                    | My Little Lover                |                            |
| 第154回 | フタリの記憶                    | アイドルマスター               |                            |
| 第156回 | 夢を信じて                      | 徳永英明                       | 今井・たかはし・沼倉愛美   |
| 第157回 | おもいでのアルバム              | 本多鉄麿 作曲                  |                            |
| 第158回 | 古い定休日のうた                | 栗原正己                       |                            |
| 第159回 | 熱風海陸ブシロード 〜熱き咆哮〜 | 鳥海浩輔・鈴木千尋・サエキトモ |                            |
| 第164回 | スキ                            | アイドルマスター               |                            |
| 第165回 | KisS                            | アイドルマスター               | 今井・たかはし・中村繪里子 |
| 第168回 | 壊れかけのRadio                 | 徳永英明                       |                            |
| 第172回 | ありがとう…                     | KOKIA                          |                            |

## ゲスト

### THE IDOLM@STERの出演者
THE IDOLM@STERの出演者がゲストのときは、一巡目（第7回の若林から第49回の落合まで）は番組冒頭にキャラクターからプロデューサー宛ての留守番電話が入った。二巡目（第57回の中村から）以降は、番組冒頭にミニドラマなどが流されている。
- 若林直美（秋月律子 役：第7回、第64回、第112回）
- 仁後真耶子（高槻やよい 役：第12回、第67回、第137回、第148回）
- 中村繪里子（天海春香、歌田音 役：第20回、第27回、第38回[8]、第57回、第81回、第100回、第165回、第166回）
- 下田麻美（双海亜美・真美 役：第24回、第27回、第59回、第152回）
- 平田宏美（菊地真 役：第29回、第69回、第119回、第143回）
- 滝田樹里（音無小鳥 役：第34回）
- 釘宮理恵（水瀬伊織 役：第36回、第77回）
- 徳丸完（高木順一朗 役：第38回[8]）
- 長谷川明子（星井美希 役：第44回[9]、第86回、第122回）
- 落合祐里香（萩原雪歩 役：第49回、第160回）
- 細井治（軽口哲也、山崎すぎお 役：第55回、第91回）
- 沼倉愛美（我那覇響 役：第127回、第156回、第173回[10]）
- 原由実（四条貴音 役：第127回、第151回、第173回[10]）

### THE IDOLM@STERのスタッフ・関係者
- 内田このみ（1st ANNIVERSARY LIVEの振付担当：第18回）
- 佐々木宏人（NBGI 作曲家、ゲームの楽曲を担当、通称・さまん：第8回、第33回、第96回、第139回、第144回[11]）
- 石原章弘（NBGI PROJECT IM@Sディレクター、通称・ディレ1：第40回、第95回、第122回、第173回）
- 宇出津和仁（NBGI CSプロモーショングループ：第41回、第75回[12]）
- 坂上陽三（NBGI Xbox 360版THE IDOLM@STER、THE IDOLM@STER LIVE FOR YOU!、PSP版THE IDOLM@STER SPプロデューサー、通称・ガミP：第42回、第94回、第142回[13]、第143回[14]、第173回）
- 小野田裕之（NBGI Xbox 360版ディレクター、作詞家[15]、通称・ダD：第43回、第94回、第173回）
- 中川浩二（NBGI 作曲家[16]：第64回[17]、第139回、第144回[18]、第173回）
- 高橋恭代（NBGI アイドルマスター本編及びドラマCDシナリオ作成&監修担当、通称・ディレ2：第95回）
- 池田さん（下の名不明、NBGI プロモーション・販促・広告担当、通称・パーラー、パソコン先生：第97回）
- 田中文啓（NBGI THE IDOLM@STER LIVE FOR YOU!初回特典アニメDVD担当、THE IDOLM@STER SP担当、通称・ブンケイP：第97回、第132回、第144回[18]、第150回、第162回）、第173回）
- しょうちゃん（氏名不明、NBGI 商品化担当、通称・スタッフ1：第98回）
- 梅田浩二（ゲーマガ編集長、通称・ウメP。ゲーマガコーナー以外の出演について記載。：第143回[19]、第173回）
- 植村俊一（コロムビアミュージックエンタテインメント：第144回[18]、第162回）
- 鞍馬さん（下の名不明、コロムビアミュージックエンタテインメント：第144回[18]、第173回）
- 安藤さん（下の名不明、NBGIプロモーション担当：第144回[18]）
- 杏仁豆腐（CDシリーズのジャケットイラスト担当：第173回）
- 関口宏（当番組ディレクター：第171回）

### その他
- 花村怜美（第13回）
- 笠原弘子（第65回）
- 山本智子（第66回）
- 長谷川貴穂（第75回[20]）
- 津田健次郎（第79回）
- 石田燿子（第123回）
- 岡野亜耶（ボイスニュータイプツアーオーディション「コロムビアミュージックエンタテインメント賞」受賞者：第145回[21]、第146回[22]）
- 山崎真理恵（ボイスニュータイプツアーオーディション「コロムビアミュージックエンタテインメント賞」受賞者：第146回[23]）

## 主題歌
オープニングテーマ
エンディングテーマ

## CD
CDタイトルには、一貫してゲーム内のオーディションの名前が付けられている。
THE IDOLM@STER RADIO スタジオコースト出蝶版!
2006年7月23日配布。1st ANNIVERSARY LIVEの会場で、コロムビアのCD購入者に特典として配布されたCD。出“蝶”版となっているのは、会場の新木場STUDIO COASTで行われているイベントageHaをもじって付けたもの。非売品のため入手困難。

### 〜歌姫楽園〜
2006年9月27日発売。タイトルは、ゲーム本編内の特別オーディションでもあり、番組内コーナーの名称でもある「歌姫楽園」から。ゲーム中の楽曲『蒼い鳥（M@STER VERSION）』の千早ソロ、『9:02pm（M@STER VERSION）』のあずさソロと、番組のエンディング曲『URGENT!!!』、今井作詞の『月下祭〜la festa sotto la luna〜』、たかはし作詞の『STYLISH QUEEN★』ほか、番組の名場面ダイジェストや「お風呂で、う・ふ・ふ♪」の特別編などが収録されている。オリコンチャート週間126位。

### TOP×TOP!
2007年5月30日発売。『歌姫楽園』の続編的CD。タイトルは、ゲーム本編内の特別オーディションから。2006年10月から2007年3月までのオープニング曲『GO MY WAY!!』千早&あずさVer.や、番組新エンディング曲『Okey-dokey』、今井作詞による新曲『声が聴こえる』、たかはし作詞による新曲『BEST ROAD』の他、番組の名場面ダイジェストや番組内コーナー「歌姫楽園」の歌唱曲、「お風呂で、う・ふ・ふ♪」特別編などが収録されている。2枚組。オリコンチャート週間41位。

### VOCAL MASTER
2008年4月2日発売。タイトルは、ゲーム本編内の特別オーディションから。過去の2作品とは異なり、パーソナリティ2人による新ボーカル曲を中心とした構成のCDで、番組素材は使われていない。新エンディングテーマ『アイレデッスカ!?』他、過去のエンディングテーマ『URGENT!!!』『Okey-dokey』のアレンジバージョン、他新曲やモノローグを収録。オリコンチャート週間38位。

### COLORFUL MEMORIES
2008年6月4日発売。『TOP×TOP!』の続編的CD。タイトルは、ゲーム本編内の特別オーディションから。2007年4月から2008年3月にかけての番組の名場面ダイジェスト（ラジオ未放送分を一部含む）、「三浦あずさの迷!?占い」、「如月千早のNEWS765」、「魅惑のチョメチョメ道場」などの番組内各コーナー、及び「歌姫楽園」の歌唱曲を収録。また、ボーナストラックとして、たかはし、今井による、新規に録り下ろしたカバー曲を1曲ずつ収録している。なお、新曲は収録されていない。2枚組。オリコンチャート週間56位。

### 歌道場
2009年3月25日発売。たかはし智秋がジャケットのプロデュースを担当した。テーマは「花魁」。番組内コーナー「歌姫楽園」の歌唱曲から30曲および新エンディングテーマ曲『僕はあなたに恋する』と録りおろしトークを収録。

### LONG TIME
2009年7月15日発売。今井麻美によるプロデュース。番組終了にあたって「今井麻美・たかはし智秋たっての希望により(CD帯より)」制作されたもの。4月から3月まで毎月をテーマにしたオリジナル曲12曲が収録されている。最終12曲目である「また、はじめよう。」の間奏では、番組終了にあたり、今井・たかはしからリスナーに向けてのメッセージが挿入されている。

## イベント
THE IDOLM@STER 1st ANNIVERSARY LIVE 公開録音
2006年7月23日、新木場STUDIO COASTにて行われたTHE IDOLM@STER 1st ANNIVERSARY LIVEの中で、公開録音が行われた。その模様は第17回に放送。
「THE IDOLM@STER RADIO 〜歌姫楽園〜」&「THE IDOLM@STER MASTER MOVIE」発売記念シークレットイベント
2006年11月5日、パセラリゾーツ銀座BENOA（ベノア）にて開催された。CD「THE IDOLM@STER RADIO 〜歌姫楽園〜」とDVD「THE IDOLM@STER MASTER MOVIE」を、アニメイトで購入した人の中から抽選で観客を招待したイベントで、たかはしと今井の両名が出演。
ワンダーフェスティバル 2007［冬］公開録音
2007年2月25日、東京国際展示場で開催されたワンダーフェスティバル内の特設ステージにて、公開録音が行われた。その模様は第48回に放送。
Go to the NEXTSTAGE!! THE IDOLM@STER GREAT PARTY@OSAKA 公開録音
2007年11月3日、大阪心斎橋BIG CATにて行われたGo to the NEXTSTAGE!! THE IDOLM@STER GREAT PARTY@OSAKAの中で、公開録音が行われた。その模様は第84回に放送。
CD「THE IDOLM@STER RADIO」トーク＆ミニライブ
2008年6月22日、パセラリゾーツ銀座BENOA（ベノア）にて開催された。番組第3弾CD「VOCAL MASTER」と第4弾CD「COLORFUL MEMORIES」をアニメイトで購入した人の中から抽選で招待するラジオ公開録音イベントを開催、たかはしと今井の両名が出演。当日にイベント名が「THE IDOLM@STER RADIO COLORFUL MASTER」と発表になった。その模様は第117回に放送。
「THE IDOLM@STER RADIO 歌道場」 発売記念 たかはし智秋 スペシャル特典お渡し会
2009年4月12日に東京会場、4月18日に大阪会場、4月19日に名古屋会場でそれぞれ催された。各店舗にて「歌道場」を予約または購入した人を対象に開催。会場で配布されたスペシャル特典は「歌道場 B全花魁ポスター」。模様の一部はゲーマガ2009年7月号付録のDVDに収録されている。
今井麻美 「THE IDOLM@STER RADIO LONG TIME」 発売記念イベント
2009年8月1日に大阪会場、同月2日に名古屋会場、同月8〜9日に東京会場にて開催。各店舗にて「LONG TIME」を予約または購入した人を対象に開催。会場・店舗により内容は異なるが、握手会・トーク・ミニライブ・サイン入りポスター抽選会が実施された。

## 出張版
ゲーマガの付録DVDに「アイマスレイディオ ゲーマガ出張版」が収録された。内容は以下のとおり。
- 2008年4月号 アイマスレイディオ ゲーマガ出張版
- 2008年8月号 アイマスレイディオ ゲーマガ出張版 vol.2

内容は「ゲ〜点・大喜利」。ゲストは中村繪里子、下田麻美。
- 2009年3月号 アイマスレイディオ ゲーマガ出張版 vol.3

内容は「激突！765プロ×961プロ」。ゲストは沼倉愛美、原由実。
- 2009年7月号 アイマスレイディオ ゲーマガ出張版 vol.4 たかはし智秋 in 秋葉原

前述の「歌道場」発売記念イベントの模様を収録。